# ۱۰۸۰ (قمری)
۱۰۸۰ (قمری)، هزار و هشتادمین سال در گاهشماری هجری قمری است. اول محرم این سال برابر با اول ژوئن سال ۱۶۶۹ میلادی است.